# Erwin Jekelius
Erwin Jekelius (* 5. Juni 1905 in Hermannstadt; † 8. Mai 1952 in Moskau) war ein österreichischer Psychiater und Neurologe. Während der Ersten Republik war er Illegaler Nationalsozialist und  später Verlobter von Paula Hitler. Zur Zeit des Nationalsozialismus war er als T4-Gutachter an Euthanasieverbrechen beteiligt und wurde 1948 als Kriegsverbrecher verurteilt.

## Leben
Jekelius absolvierte ein Studium der Medizin in Wien und promovierte 1931 zum Dr. med. Danach erhielt er seine erste Anstellung an der Heilpädagogischen Station der Universitäts-Kinderklinik in Wien, wo er bis 1936 tätig war. Ab 1933 war Jekelius illegales Mitglied der NSDAP aber auch der Vaterländischen Front. Auf Betreiben des Präsidenten des Evangelischen Oberkirchenrates erhielt Jekelius eine Beschäftigung als Amtsarzt der Stadt Wien. Im März 1938 marschierte die Wehrmacht in Österreich ein; es folgte der Anschluss Österreichs. Jekelius beantragte am 23. Mai 1938 die Aufnahme in die NSDAP und wurde rückwirkend zum 1. Mai (das symbolische Datum für die meisten Illegalen, die zwischen 1933 und 1938 erstmals beitraten), aufgenommen (Mitgliedsnummer 6.135.066). Ab 1938 fungierte er auch als SA-Arzt.
Ab 1938 war Jekelius Facharzt für Nervenkrankheiten und leitete in Wien ab Anfang November 1938 kommissarisch die Ambulanz für Nervenkranke der Arbeiterkrankenversicherungskasse. Zudem übernahm er – ab 1938 zunächst kommissarisch und ab 20. März 1939 offiziell – die Leitung der Trinkerheilstätte „Am Steinhof“ in Wien. Nach Ausbruch des Zweiten Weltkrieges wurde Jekelius zur Wehrmacht einberufen, aber bereits Mitte April 1940 wieder im Hauptgesundheitsamt der Stadt Wien beschäftigt, wo er vom 2. Juni 1940 bis Anfang August 1941 das Referat „Geisteskranken-, Psychopathen- und Süchtigenfürsorge“ leitete. Ein zu diesem Zeitpunkt eingeleitetes Ermittlungsverfahren aufgrund von „Unzucht wider die Natur“ nach StGB § 129 wurde im August 1940 eingestellt.
Vom 24. Juli 1940 bis 1941 war Jekelius an der Wiener städtischen Jugendfürsorgeanstalt „Am Spiegelgrund“ als ärztlicher Direktor tätig. Während des Zweiten Weltkrieges wurden in der Kinderfachabteilung der Anstalt im Rahmen der Kinder-Euthanasie mindestens 789 behinderte und/oder verhaltensauffällige Kinder durch Verabreichung von Schlafmitteln, durch Mangelernährung oder Unterkühlung umgebracht.
Vom 14. Oktober 1940 an bearbeitete Jekelius im Rahmen der Aktion T4 als T4-Gutachter Meldebögen von Patienten und entschied anhand der Aktenlage, welche Patienten in den NS-Tötungsanstalten als „Euthanasiefall“ vergast werden sollten. Jekelius arbeitete zudem mit weiteren Medizinern (z. B. Berthold Kihn, Friedrich Mauz, Kurt Pohlisch) an einem Euthanasiegesetz („Gesetz über Sterbehilfe bei unheilbar Kranken“) mit. Dieses Gesetz wurde im Oktober 1940 verabschiedet, erlangte aber keine Rechtsgültigkeit. 
Jekelius wurde zum Jahreswechsel 1941/1942 von seinem Direktorenposten in der Anstalt „Am Spiegelgrund“ aufgrund einer Auseinandersetzung mit dem Gaujugendamt entbunden, da er das Züchtigungsrecht bei ihm anvertrauten Minderjährigen überschritt. Ein gegen ihn daraufhin eingeleitetes Disziplinarverfahren wurde im November 1942 eingestellt. Nach einer kommissarischen Vertretung wurde ab Anfang Juli 1942 Ernst Illing Nachfolger von Jekelius. Ein weiterer Grund für seine Einberufung zur Wehrmacht war eine intime Beziehung zu Paula Hitler, der Schwester Adolf Hitlers, die er in dienstlichen Zusammenhängen kennenlernte. Paula Hitler intervenierte bei Jekelius zugunsten von Aloisia Veit, einer geisteskranken Großcousine Hitlers, die vom Abtransport in die NS-Tötungsanstalt Hartheim bedroht war und am 14. Dezember 1940 tatsächlich dort vergast wurde. Paula bat Adolf um die Erlaubnis, Jekelius heiraten zu dürfen; dieser lehnte ab. Paula gehorchte und löste daraufhin die Verlobung mit Jekelius. 
Ein weiteres im Oktober 1943 eingeleitetes und später eingestelltes Disziplinarverfahren bezog sich auf ein „ungebührliches“ Antwortschreiben von Jekelius an den Beigeordneten des Gesundheitswesens.
Anfang 1942 wurde Jekelius erneut zur Wehrmacht als Truppenarzt einberufen und gehörte zuletzt einer Kosakendivision an. Von August 1943 bis November 1943 und ab Anfang Juli 1944 war er als Chefarzt auf der neurologischen Station des Altersheims Lainz tätig, zudem wurde ihm ein Direktorenposten an der Nervenheilanstalt Rosenhügel in Aussicht gestellt. Des Weiteren gehörte er der Wiener „Asozialenkommission“ an.

## Nachkriegszeit
Jekelius wurde im Mai 1945 auf der Flucht von Soldaten  der Roten Armee verhaftet und 1948 in Moskau aufgrund von Kriegsverbrechen durch ein Militärgericht zu 25 Jahren Zwangsarbeit verurteilt. In dem Verfahren gab er auch seine Beteiligung an Euthanasieverbrechen zu. Er starb am 8. Mai 1952 in Haft an Blasenkrebs.
In einem Moskauer Archiv wurden im Sommer 2005 die Verhörprotokolle von Jekelius entdeckt, in denen er sich selbst und auch den ihm unterstellten Arzt Heinrich Gross schwer belastete:
1941, „nach dem Eintreffen von Dr. Gross begannen wir in unserer Klinik mit der Vernichtung der Kinder […] mein Gehilfe Dr. Gross hatte einen praktischen Lehrgang zur Tötung von Kindern absolviert. Monatlich töteten wir zwischen 6 und 10 Kinder … Dr. Gross arbeitete unter meiner Leitung. Die Tötung der Kinder nahm er auf der Grundlage seiner Erfahrungen und Instruktionen vor. Nach der Einführung von Luminal (über den After) in den Organismus des Kindes schlief dieses sofort und befand sich über 20–24 Stunden in diesem Zustand. Anschließend trat zwangsläufig der Tod ein.“ In wenigen Fällen, so Jekelius, habe die Dosis nicht genügt, dann habe Dr. Gross „zur Erreichung des Zieles in Absprache mit mir“ einen tödlichen Cocktail auf Morphiumbasis injiziert.
Zudem gestand Jekelius während der Verhöre, tausende Patienten nach Aktenlage als Euthanasiefall eingestuft zu haben, die in den NS-Tötungsanstalten vergast wurden.